# Mantykora

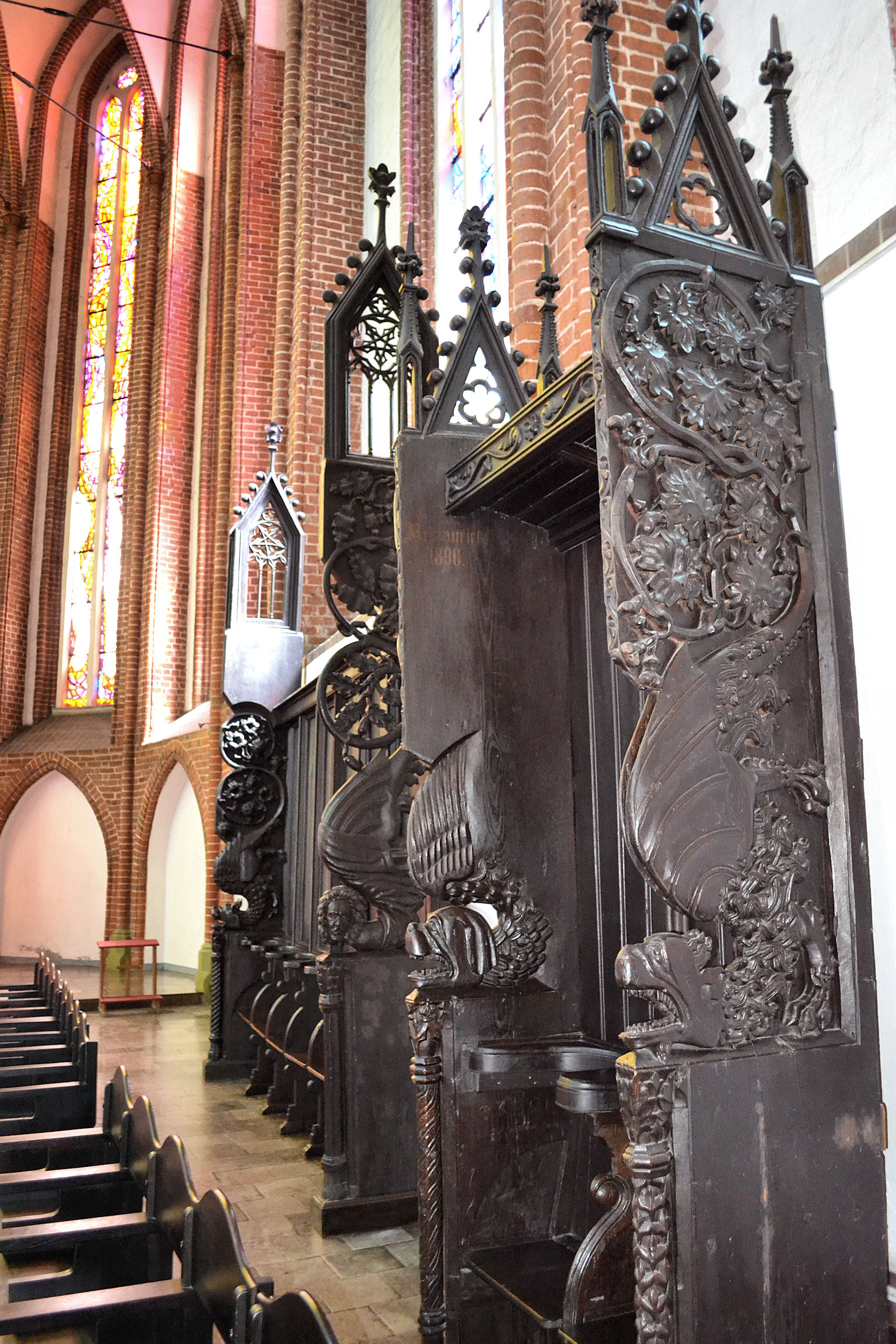
Stalle kanoników w kołobrzeskiej bazylice z wyobrażeniami smoków i mantykor

Mantykora lub Mantikora – legendarny, mityczny potwór podobny do Sfinksa oraz chimery. Wyobrażana jest jako lew z głową człowieka, skrzydłami smoka lub nietoperza oraz ogonem skorpiona. Według legend ogon mantykory zawierać miał silną truciznę, która zabijała w kilka chwil. Atakowała nim z ukrycia i pożerała zabitych ludzi w całości. 

## Pochodzenie
Mantykora pochodzi z Persji, gdzie jej nazwa (Martyaxwar) oznaczała „jedzący ludzi” (martya – „człowiek” oraz xwar – „jeść”). Nazwa stworzenia do języka polskiego została zapożyczona z łaciny (mantichora) – z kolei to słowo zostało zapożyczone z greckiego mantikhoras – błędnego tłumaczenia z perskiego. Persowie wymyślili to stworzenie, aby nastraszyć kupców próbujących użyć ich starego szlaku handlowego.

## Opisy antyczne
Mantykora opisywana była przez Pliniusza Starszego i Arystotelesa jako stworzenie z twarzą i uszami człowieka, szarymi oczami i czerwonym tułowiem, ogonem na podobieństwo żądła skorpiona i lwimi łapami; miała rozmiar lwa, trzy rzędy zębów i apetyt na ludzkie mięso.

## W kulturze średniowiecznej
W Boskiej Komedii, pióra włoskiego poety Dantego Alighieri, w opisie Kręgu VIII znaleźć można przedstawienie Geriona. Nie przypomina on jednak swojej wersji z mitologii greckiej, a raczej mantykorę.

## Wyobrażenia na ziemiach polskich
Na Pomorzu wyobrażenie mantykor można zobaczyć na stallach kanoników bazyliki katedralnej w Kołobrzegu oraz w strefie kapitelowej portalu północnego kościoła Zmartwychwstania Pańskiego w Drawsku Pomorskim. Mantykora została przedstawiona również w XVII wieku w pracach przyrodoznawcy i pisarza Joannesa Jonstonusa (Jana Jonstona).

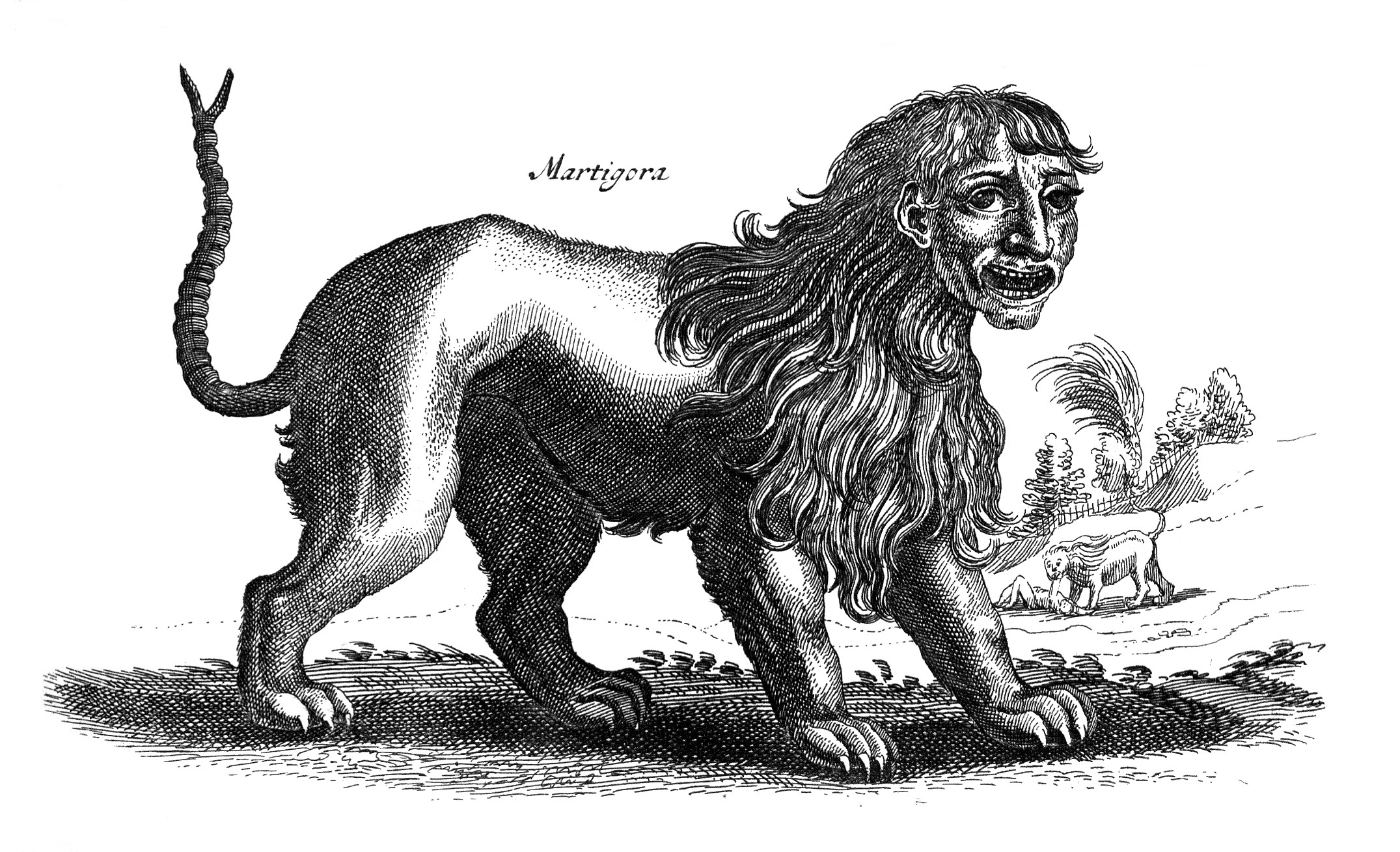
Mantykora w książce polskiego przyrodnika Jana Jonstona (1657)

## Mantykora w popkulturze
Postać mantykory pojawia się w seriach gier komputerowych, takich jak Age of Wonders, Final Fantasy, Disciples, Heroes of Might and Magic, we franczyzach Wiedźmin, Harry Potter, Percy Jackson, w grze komputerowej Age of Mythology oraz w grze fabularnej Das Schwarze Auge, a także w ostatniej książce z cyklu Kroniki Wojen Duszków. Stwór występuje także w serialach  Spadkobiercy tytanów, My Little Pony: Przyjaźń to magia, Scooby Doo i Brygada Detektywów oraz w filmie grozy Mantykora: Legendarny potwór. O Mantykorze jest 5 część suity Tarkus Emerson Lake & Palmer. Nawiązanie do mitycznego potwora jest obecne również w książkach z cyklu Honor Harrington autorstwa Davida Webera – istnieje tu Gwiezdne Królestwo Manticore, którego stolicą jest planeta Manticore.  